# Ryūtsū-Keizai-Universität

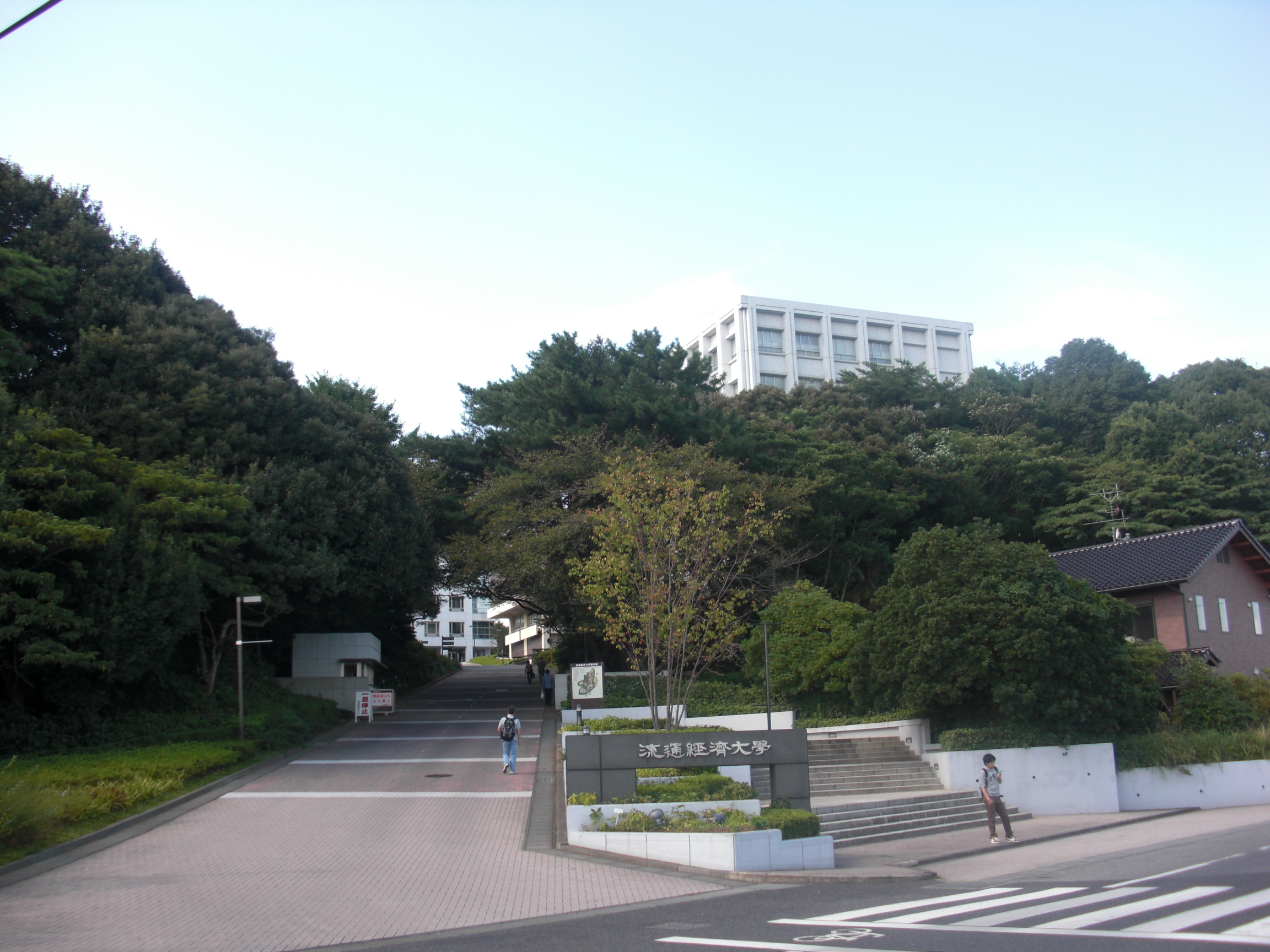
Ryutsu-Keizai-Universität Ryugasaki-Campus

Die Ryūtsū-Keizai-Universität (jap. 流通経済大学, Ryūtsū Keizai Daigaku, dt. „Vertriebs- und Wirtschaftsuniversität“) ist eine japanische Privatuniversität. Ihr Hauptcampus befindet sich in Ryūgasaki in der Präfektur Ibaraki, weiterer Standort ist Matsudo in der Präfektur Chiba.

## Geschichte
Die Universität wurde 1965 mit dem Ziel, „Forschung und Lehre der Wirtschaftswissenschaften im Allgemeinen zu fördern, um so einen Beitrag zur Entwicklung der japanischen Wirtschaft zu leisten“, gegründet. Innerhalb der Wirtschaftsfakultät kam neben dem seit Gründung der Hochschule bestehenden Institut für Wirtschaft schon 1970 ein Institut für Management hinzu; 1979 wurden erstmals Graduiertenprogramme in beiden Instituten angeboten. Die Schwerpunkte in Forschung und Lehre der Fakultät liegen dabei seit Beginn in den Themenbereichen Logistik und Warenverteilung (ryūtsū).
Auch wenn der Wirtschaftszweig der Hochschule nach wie vor einer ihrer wichtigsten ist, erweiterte sich das Lehrangebot mit der Zeit um weitere Bereiche. Im Jahr 1988 öffnete die Soziologie-Fakultät ihre Pforten, 1996 kamen die Fakultät für Wirtschaftsinformatik und 2001 die Fakultät für Recht hinzu. Zuletzt wurde 2006, ausschließlich auf dem Campus in Ryūgasaki, die Fakultät für Gesundheits- und Sportwissenschaften eröffnet.

## Fakultäten
- Fakultät für Wirtschaftswissenschaften
  - Institut für Wirtschaft
  - Institut für Verwaltung
- Fakultät für Soziologie
  - Institut für Soziologie
  - Institut für internationalen Tourismus
- Fakultät für Wirtschaftsinformatik
  - Institut für Vertriebsinformation
- Fakultät für Recht
  - Institut für Wirtschaftsrecht
  - Institut für Selbstverwaltung
- Fakultät für Gesundheits- und Sportwissenschaften

## Sport
Neben den hervorragenden Ausbildungsmöglichkeiten ist die Universität in Japan auch für ihre Sportmannschaften bekannt. Neben der Teilnahme an den höchsten Universitätsligen der Region Kantō im Fußball und im Rugby stellen die Fußballer zudem zwei Vereine, die im Herren-Spielbetrieb der Japan Football Association mitwirken. Die Ryūtsū Keizai Dragons Ryūgasaki spielen hierbei in der Japan Football League, der höchsten japanischen Amateurliga auf der vierten Stufe der Ligenpyramide; eine Spielklasse tiefer in der Kantō-Regionalliga ist der Ryūtsū Keizai University FC angesiedelt, der seinerseits von 2005 bis 2010 ebenfalls in der zu diesem Zeitpunkt sogar drittklassigen Japan Football League spielte.